# 帕迪尤卡
帕迪尤卡（英語：Paducah），或譯帕杜卡，是美国肯塔基州的一座城市。建立于1830年，面积约为51.8平方公里（20平方英里）。根据2010年美国人口普查，该市的人口为25,024人。
田納西河在此城市匯入俄亥俄河。